# Muddy Waters
McKinley MorganField (4 d'abril de 1915 - 30 d'abril de 1983), més conegut com a Muddy Waters, va ser un músic de blues estatunidenc generalment considerat el pare del blues de Chicago.

## Biografia
Nascut a Rolling Fork, Mississipi, va gravar per primera vegada en una plantació del delta del riu Mississipi per Alan Lomax per a la biblioteca del congrés el 1940.
Més tard es va mudar a Chicago, Illinois, on canvia la guitarra acústica per la guitarra elèctrica, i esdevé cada vegada més popular entre els músics negres de l'època. La manera de tocar de Waters és altament característica donat el seu ús del "coll d'ampolla". El seu primer enregistrament per a Chess Records mostrava a Waters a la guitarra i veus, recolzat per un contrabaix. Més tard va afegir percussió i l'harmònica de Little Walter per a completar la seva clàssica formació de blues.
Amb la seva veu rica i profunda i la seva carismàtica personalitat, defensat per un gran grup d'estrelles, Waters aviat es va convertir en la figura més recognoscible del blues de Chicago.
Fins B. B. King el recordaria com el "Cap de Chicago". Totes les seves bandes van ser un gran referent del blues de Chicago: Little Walter, Big Walter Horton, James Cotton, Junior Wells a l'harmònica, Willie Dixon al baix, Otis Spann, Pinetop Perkins al piano, Buddy Guy a la guitarra, entre d'altres.
Els enregistraments de Waters de finals dels 1950 i principis dels 1960 són particularment bons. Moltes de les cançons que va tocar es van convertir en clàssics: "I've Got My Mojo Working", "I'm your Hoochie Coochie Man", "She's Nineteen Years Old" i "Rolling and Tumbling" són tots grans clàssics, molt freqüentment objectes de versions per bandes de diferents gèneres.
La seva influència ha estat enorme en moltíssims gèneres musicals: blues, rythm & blues, rock, folk, jazz i country. Waters va ajudar a Chuck Berry a aconseguir el seu primer contracte d'enregistrament. Els Rolling Stones es van anomenar d'aquesta manera per la cançó de Waters de 1950: "Rollin´ Stone", també coneguda com a "Catfish Blues".
El gran hit de Led Zeppelin "Whole Lotta Love" està basat en la cançó de Muddy Waters "You Need Love", escrita per Willie Dixon, que va escriure algunes de les cançons més famoses: "I Just Want to Make Love to You," "I'm your Hoochie Coochie Man," i "I'm Ready.
Altres cançons característiques de Muddy Waters són "Long Distance Call," "Mannish Boy," i l'himne del rock/blues "I've Got My Mojo Working" (composta originàriament per Preston Foster).
Muddy Waters va morir a Westmont, Illinois, als 68 anys, i va ser enterrat al cementiri de Restvale, a Aslip, prop de Chicago.

## Discografia representativa

### Àlbums
- 1958 - The Best of Muddy Waters
- 1960 - Muddy Waters Sings Big Bill Broonzy
- 1960 - At Newport 1960
- 1964 - Folk Singer
- 1966 - The Real Folk Blues
- 1966 - Muddy, Brass & The Blues
- 1967 - More Real Folk Blues
- 1967 - Super Blues (Muddy Waters, Bo Diddley, Little Walter)
- 1967 - The Super Super Blues Band (Muddy Waters, Bo Diddley, Howlin' Wolf)
- 1968 - Electric Mud
- 1969 - After The Rain
- 1969 - Fathers And Sons
- 1969 - Sail On
- 1971 - They Call Me Muddy Waters
- 1971 - McKinley Morganfield A.K.A. Muddy Waters
- 1971 - Live (at Mr. Kelly's)
- 1972 - The London Muddy Waters Sessions
- 1973 - Can't Get No Grindin'
- 1974 - London Revisted with Howlin' Wolf
- 1974 - 'Unk' In Funk
- 1974 - The Muddy Waters Woodstock Album
- 1976 - Live at Jazz Jamboree '76
- 1976 - His Best 1947-1955
- 1977 - Hard Again
- 1978 - I'm Ready
- 1979 - Muddy "Mississippi" Waters - Live
- 1981 - King Bee" (Blue Sky label)
- 1982 - Rolling Stone
- 1982 - Rare And Unissued
- 1983 - Muddy & The Wolf
- 1989 - Trouble No More
- 1993 - The Complete Plantation Recordings
- 1997 - Paris, 1972
- 1997 - Goin' Back
- 1998 - One More Mile
- 1999 - A Tribute To Muddy Waters King Of The Blues
- 1999 - Hoochie Coochie Man
- 1999 - The Lost Tapes
- 2000 - The Golden Anniversary Collection
- 2001 - The Anthology

### Singles
- 1941 Country Blues (enregistrat per Alan Lomax)
- 1941 I Be's Troubled (enregistrat per Alan Lomax)
- 1942 Ramblin' Kid Blues
- 1947 Little Anna Mae
- 1948 Hard Days
- 1948 Down South Blues
- 1949 Screamin' And Cryin'
- 1949 Last Time I Fool Around With You
- 1950 "Rollin' Stone" aka Catfish Blues
- 1950 "Rollin' and Tumblin'"
- 1950 Walkin' Blues
- 1951 Howlin' Wolf
- 1951 Lonesome Day
- 1951 They Call Me Muddy Waters
- 1951 Still A Fool
- 1951 Long Distance Call
- 1951 Honey Bee
- 1952 Iodine In My Coffee
- 1953 Sad Sad Day
- 1954 "I Just Want to Make Love to You"
- 1954 "I'm Your Hoochie Coochie Man"
- 1954 I'm Ready
- 1955 "Mannish Boy"
- 1955 "Trouble No More"
- 1955 Sugar Sweet
- 1956 All Aboard
- 1956 Rock Me
- 1956 Forty Days and Forty Nights
- 1956 "Got My Mojo Working"
- 1957 Good Lookin' Woman
- 1958 Born Lover
- 1959 Goin' Down Louisiana (aka Louisiana Blues)
- 1960 Deep Down In My Heart
- 1961 Messin' With The Man
- 1962 Going Home
- 1962 "You Shook Me"
- 1963 Let Me Hang Around
- 1964 My Home is on The Delta
- 1965 Early Morning Blues
- 1966 Canary Bird
- 1967 Trainfare Blues
- 1968 Mud In Your Ear
- 1969 Blues And Trouble
- 1970 Blues For Hippies
- 1971 Strange Woman
- 1972 My Pencil Won't Write No More
- 1973 Muddy Waters Shuffle
- 1974 Drive My Blues Away
- 1975 Born With Nothing
- 1977 Crosseyed Cat
- 1978 Copper Brown
- 1979 "She's Nineteen Years Old"
- 1981 Forever Lonely